# Pachycephalosauria
Pachycephalosauria (il cui nome significa, dal greco antico, παχυκεφαλόσαυρος ossia "lucertola dalle teste spesse") è un clade estinto di dinosauri ornitischi marginocephali vissuti durante il Cretaceo superiore, circa 90-65 milioni di anni fa (Turoniano-Maastrichtiano), in Asia e Nord America. Il clade contiene i generi più famosi come Pachycephalosaurus, Stegoceras, Stygimoloch e Dracorex (sebbene questi due ultimi generi siano da molti considerati esemplari giovani di Pachycephalosaurus). Tutti i pachycephalosauria erano dinosauri bipedi erbivori/onnivori e dotati di crani dalla cupola spessa che variava di forma e dimensione in base alla specie. In alcuni fossili, la cupola del cranio è convessa e spessa diversi centimetri; in altri il cranio è piatto o a forma di cuneo. Tuttavia oggi molti paleontologi credono che i pachycephalosari dalla testa piatta siano in realtà delle forme giovanili di specie dalla testa a cupola, a cui deve ancora crescere la cupola del cranio. Spesso la cupola era contornata e adornata da noduli ossei e spine.
Non si sa con esattezza quando si evolvettero i primi pachycephalosauri, tuttavia tra le specie più primitive vi sono il Ferganocephale dal Giurassico medio del Kirghizistan, e Stenopelix dal Cretaceo inferiore della Germania, sebbene il paleontologo RM Sullivan abbia messo in discussione la loro classificazione come pachycephalosauri.

## Descrizione

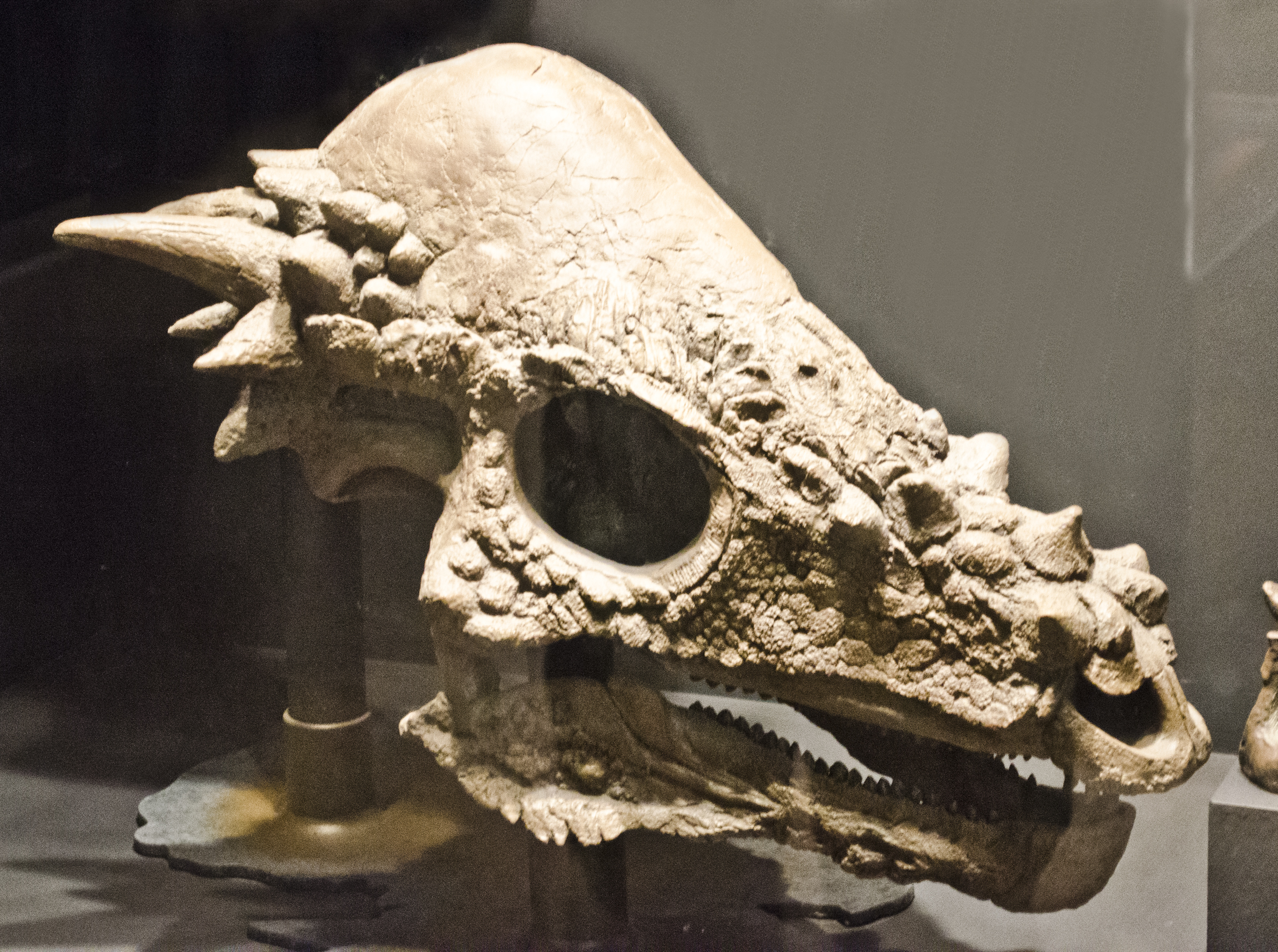
Cranio di individuo sub-adulto.

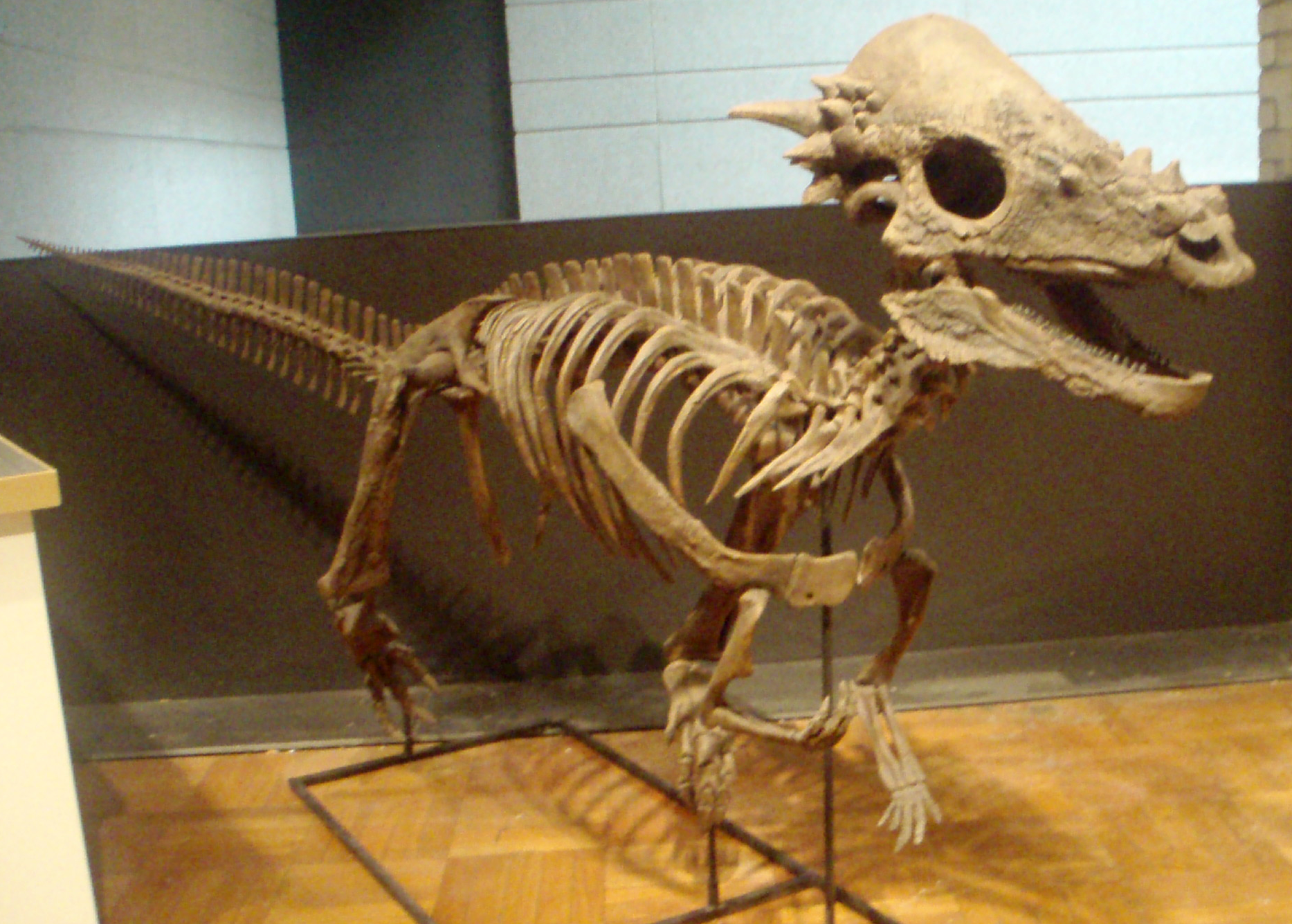
Scheletro montato.

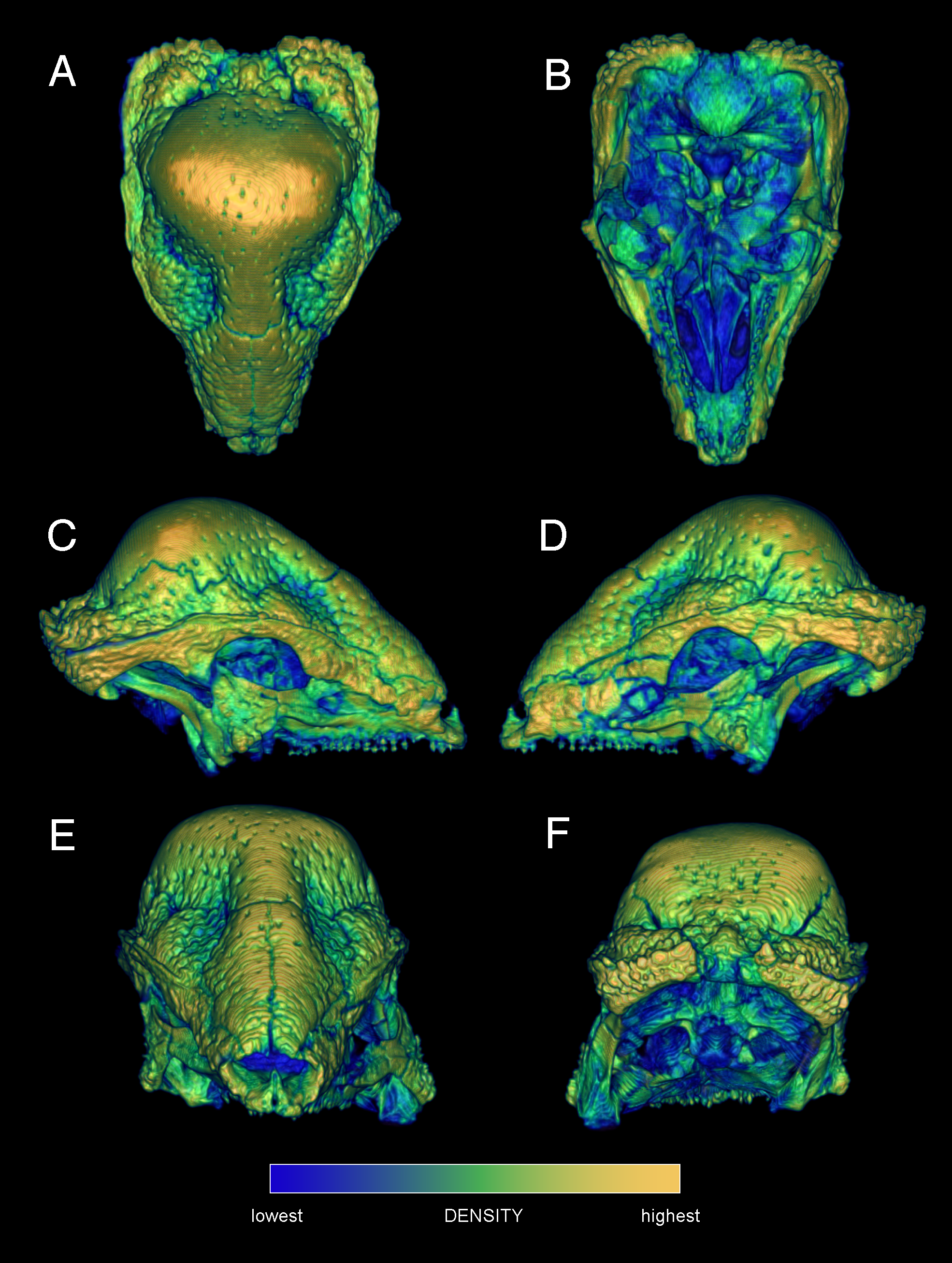
Analisi della densità ossea del cranio di Stegoceras validum

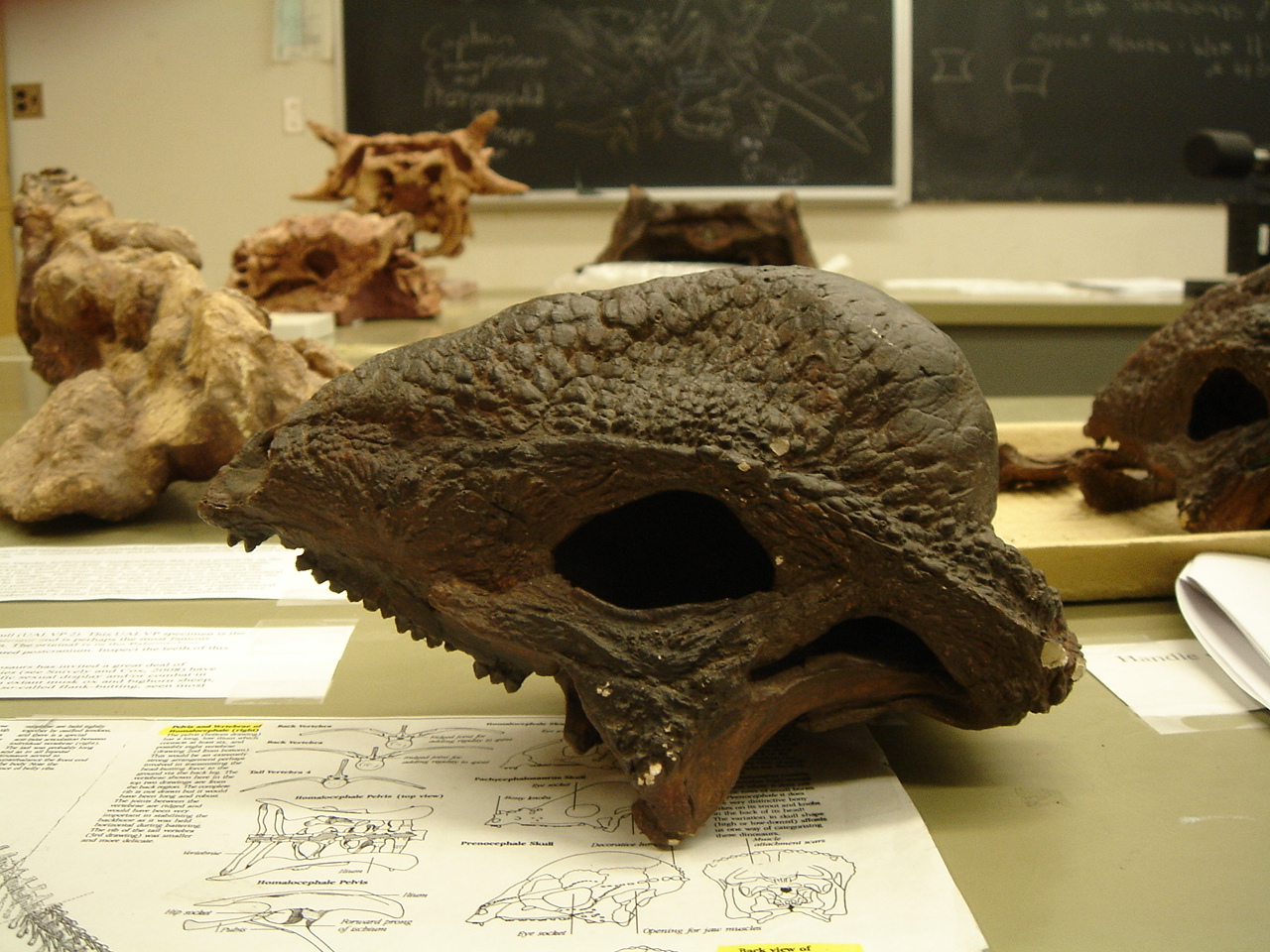
Cranio di Stegoceras

Fino a pochi anni fa all'interno del gruppo erano riconosciuti due gruppi principali: gli Homalocephalidae e i veri Pachycephalosauridae. I primi, dotati di un cranio pressoché piatto, erano considerati più primitivi, mentre i secondi avevano una vera e propria volta a cupola.
Recentemente, però, autori come Sullivan (2006) hanno cercato di riclassificare le forme di pachicefalosauri con un'analisi cladistica dettagliata. A quanto risulta dal lavoro di Sullivan, i pachicefalosauri svilupparono via via un maggior grado di specializzazione. Le forme più primitive sembrerebbero appartenere al genere Wannanosaurus. Il ben conosciuto Homalocephale si trova appena al di fuori della vera e propria famiglia dei pachicefalosauridi, che comprende tra gli altri Stegoceras, Goyocephale, Prenocephale e altre forme descritte di recente (Sphaerotholus, Alaskacephale, Colepiocephale, Hanssuesia). La tribù dei pachicefalosaurini comprende le forme più grandi ed evolute (Pachycephalosaurus, Stygimoloch).
I pachicefalosauri sono strettamente imparentati con i ceratopsi, benché non fossero molto simili, e i loro antenati comuni vanno ricercati in alcuni marginocefali basali come Stenopelix o Chaoyangsaurus.

### Tassonomia
- † Clade Marginocephalia
  - † SOTTORDINE PACHYCEPHALOSAURIA (= Pachycephalosauridae sensu Sullivan 2006)
    - † Wannanosaurus
    - † Famiglia Pachycephalosauridae
      - † Acrotholus
      - † Amtocephale
      - † Colepiocephale
      - † Foraminacephale
      - † Goyocephale
      - † Gravitholus
      - † Hanssuesia
      - † Homalocephale
      - † Prenocephale
      - † Sinocephale[2]
      - † Sphaerotholus
      - † Stegoceras
      - † Texacephale
      - † Tylocephale
      - † Tribù Pachycephalosaurini (sensu Sullivan 2006)
        - † Alaskacephale
        - † Dracorex?
        - † Pachycephalosaurus
        - † Stygimoloch?

## Diffusione
Conosciuti solo nei continenti settentrionali (un presunto pachicefalosauro del Madagascar, Majungatholus, è risultato essere un dinosauro carnivoro inusuale), questi animali sono stati trovati quasi essenzialmente in terreni del Cretaceo superiore del Montana, del Wyoming, dell'Alberta, della Cina e della Mongolia. I resti finora rinvenuti sono largamente incompleti, e alcune regioni dello scheletro (ad esempio le mani) non sono conosciuti. I principali resti ossei riguardano i crani corazzati, particolarmente duri e quindi facilmente fossilizzabili. I pachicefalosauri dal cranio piatto (Homalocephalidae) sono quelli meglio conosciuti.
Probabilmente, gli scarsi resti fossili sono dovuti al tipo di ambiente in cui vivevano questi animali: forse i pachicefalosauri erano caratteristici degli altipiani, luoghi poveri di corsi d'acqua che non permettevano una facile fossilizzazione. Nonostante la grossa testa il loro cervello era piuttosto piccolo, anche se le parti relative al senso dell'olfatto erano sviluppate. I pachicefalosauri con molta probabilità si comportavano come i mufloni o i bighorn, combattendo tra di loro a testate nel periodo degli accoppiamenti.

## Dimensioni
In genere, i pachicefalosauri non erano molto grossi. La loro lunghezza media si aggirava sui 2-3 metri, e si conoscono forme primitive (Micropachycephalosaurus, Wannanosaurus) che raggiungevano a malapena il mezzo metro di lunghezza, risultando così tra i più piccoli dinosauri mai esistiti. Anche in questo gruppo, però, vi erano dei giganti: è il caso dello stesso Pachycephalosaurus, il quale, benché noto solo per dei crani, doveva essere lungo più di cinque metri.